# Action Express Racing
La Action Express Racing è una squadra di corse di auto sportive prototipo, fondata nel 2010, che compete nel Campionato IMSA WeatherTech SportsCar, classe DPi (Daytona Prototype International). In nove anni della serie il team ha vinto cinque volte il campionato e due volte la 24 Ore di Daytona (2014 e 2018).
Dal 2017 al 2020 ha corso sotto il nome Mustang Sampling Racing, mentre dal 2021 corre con il nome Whelen Engineering Racing.

## Risultati

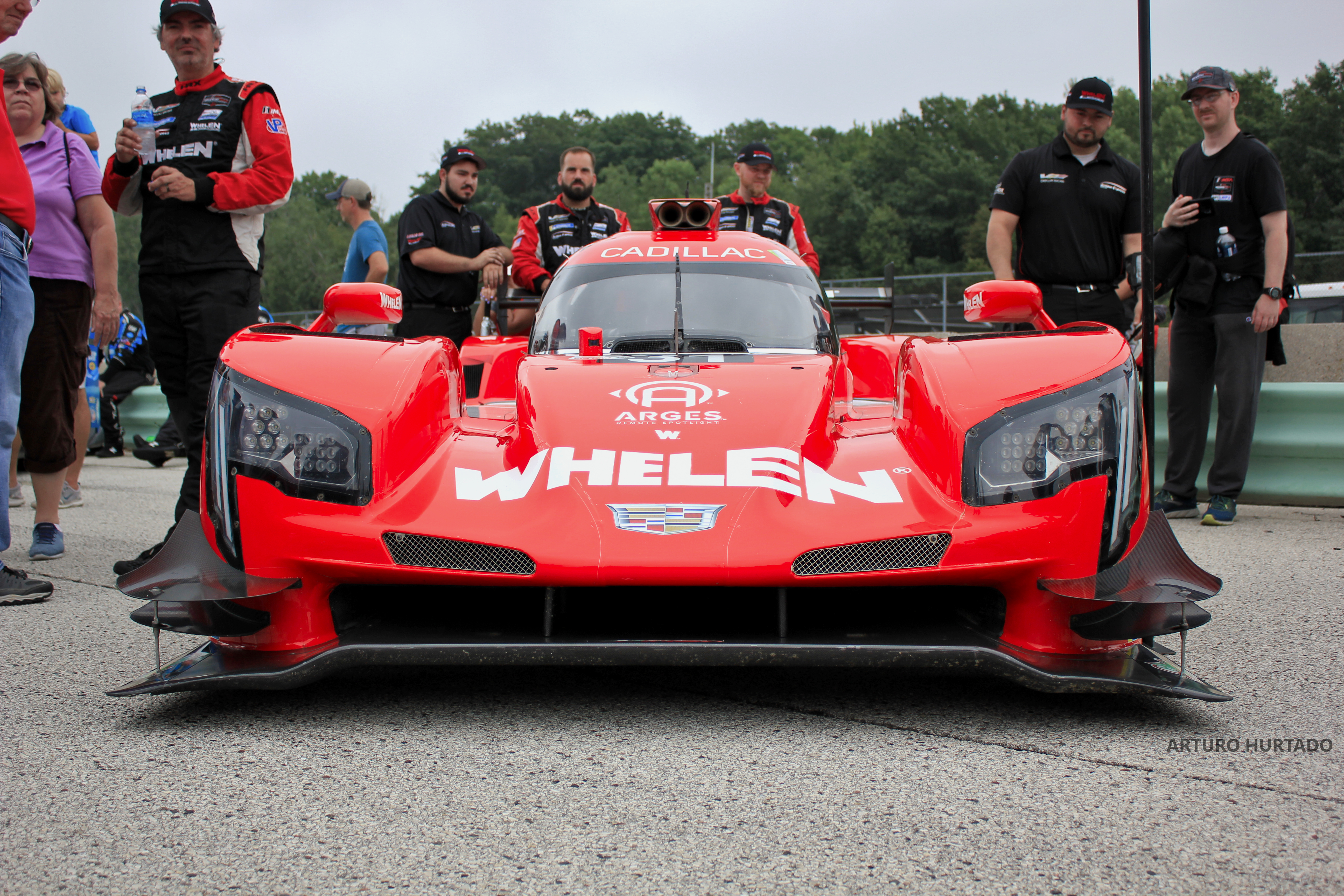
La Cadillac DPi-V.R usata dal team Action Express Racing

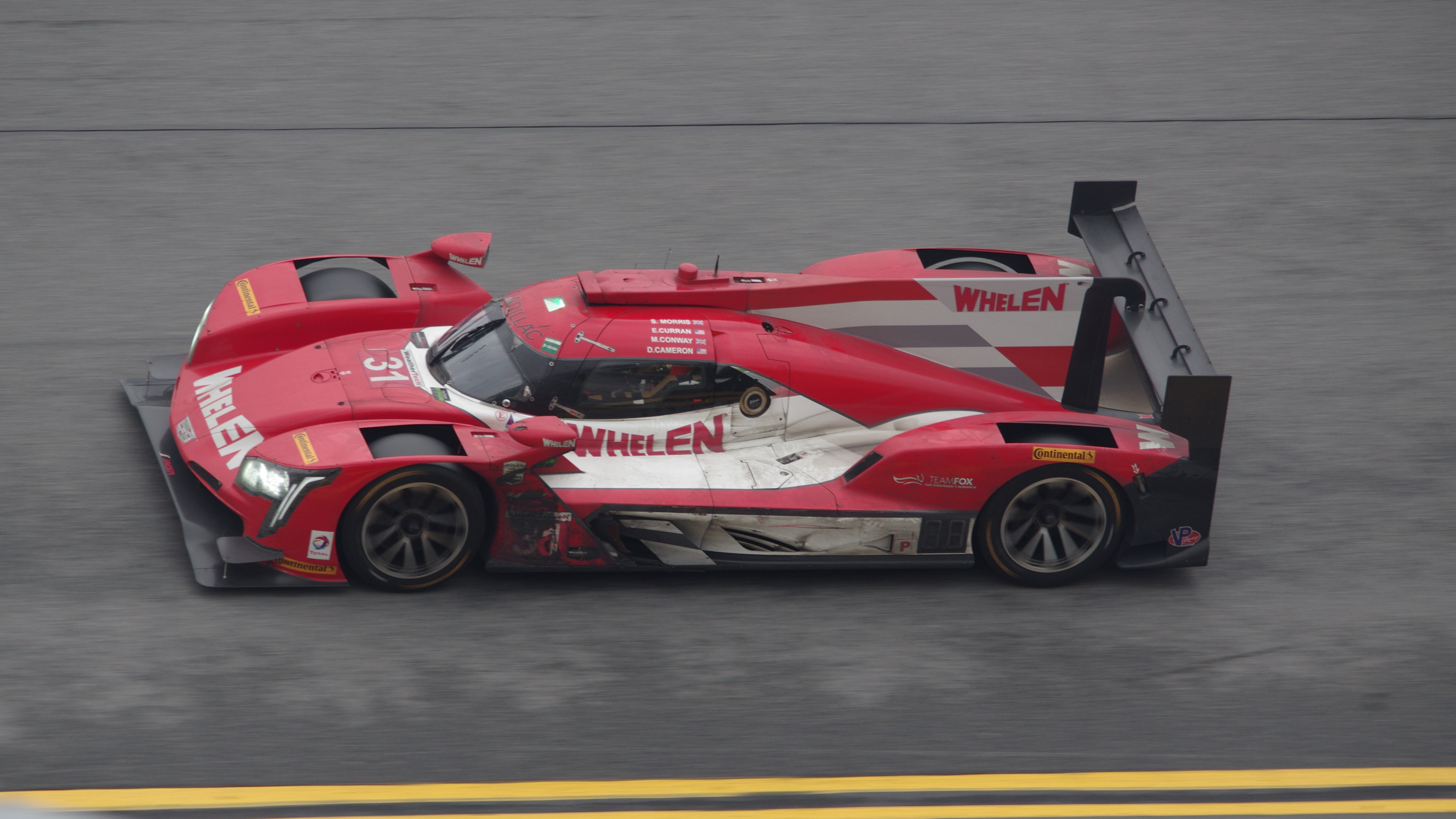
La Cadillac DPi-V.R usata dal team Action Express Racing

### Sommario Campionato IMSA WeatherTech SportsCar
| Stagione | Classe    | N. | Piloti                                             | vettura            | Gare | Vittorie | Pos. |
| -------- | --------- | -- | -------------------------------------------------- | ------------------ | ---- | -------- | ---- |
| 2014     | Prototype | 5  | João Barbosa Christian Fittipaldi                  | Coyote Corvette DP | 11   | 3        | 1°   |
| 2014     | Prototype | 6  | Brian Frisselle Burt Frisselle                     | Coyote Corvette DP | 11   | 0        | 11°  |
| 2015     | Prototype | 5  | João Barbosa Christian Fittipaldi                  | Coyote Corvette DP | 10   | 2        | 1°   |
| 2015     | Prototype | 31 | Dane Cameron Eric Curran                           | Coyote Corvette DP | 11   | 2        | 3°   |
| 2016     | Prototype | 5  | João Barbosa Christian Fittipaldi                  | Coyote Corvette DP | 10   | 1        | 2°   |
| 2016     | Prototype | 31 | Dane Cameron Eric Curran                           | Coyote Corvette DP | 10   | 2        | 1°   |
| 2017     | Prototype | 5  | João Barbosa Christian Fittipaldi                  | Cadillac DPi-V.R   | 10   | 1        | 3°   |
| 2017     | Prototype | 31 | Dane Cameron Eric Curran                           | Cadillac DPi-V.R   | 10   | 1        | 2°   |
| 2018     | Prototype | 5  | Filipe Albuquerque João Barbosa                    | Cadillac DPi-V.R   | 10   | 2        | 6°   |
| 2018     | Prototype | 31 | Eric Curran Felipe Nasr                            | Cadillac DPi-V.R   | 10   | 1        | 1°   |
| 2019     | DPi       | 5  | Filipe Albuquerque João Barbosa                    | Cadillac DPi-V.R   | 10   | 1        | 7°   |
| 2019     | DPi       | 31 | Pipo Derani Felipe Nasr                            | Cadillac DPi-V.R   | 10   | 2        | 2°   |
| 2020     | DPi       | 31 | Pipo Derani Felipe Nasr                            | Cadillac DPi-V.R   | 10   | 1        | 4°   |
| 2021     | DPi       | 31 | Pipo Derani Felipe Nasr                            | Cadillac DPi-V.R   | 10   | 3        | 1°   |
| 2022     | DPi       | 31 | Pipo Derani Tristan Nunez (1-4) Olivier Pla (5-10) | Cadillac DPi-V.R   | 10   | 0        | 5°   |

### Vittore nel Campionato IMSA WeatherTech SportsCar
| #  | Stagione | Classe    | Circuito / Gara        | No. | Piloti vincitori                                         | Vettura            |
| -- | -------- | --------- | ---------------------- | --- | -------------------------------------------------------- | ------------------ |
| 1  | 2014     | Prototype | 24 Ore di Daytona      | 5   | João Barbosa / Sébastien Bourdais / Christian Fittipaldi | Coyote Corvette DP |
| 2  | 2014     | Prototype | Indianapolis           | 5   | João Barbosa / Christian Fittipaldi                      | Coyote Corvette DP |
| 3  | 2014     | Prototype | Road America           | 5   | João Barbosa / Christian Fittipaldi                      | Coyote Corvette DP |
| 4  | 2015     | Prototype | 12 Ore di Sebring      | 5   | João Barbosa / Sébastien Bourdais / Christian Fittipaldi | Coyote Corvette DP |
| 5  | 2015     | Prototype | Belle Isle             | 31  | Dane Cameron / Eric Curran                               | Coyote Corvette DP |
| 6  | 2015     | Prototype | Road America           | 31  | Dane Cameron / Eric Curran                               | Coyote Corvette DP |
| 7  | 2015     | Prototype | Petit Le Mans          | 5   | João Barbosa / Sébastien Bourdais / Christian Fittipaldi | Coyote Corvette DP |
| 8  | 2016     | Prototype | Watkins Glen           | 5   | Filipe Albuquerque / João Barbosa / Christian Fittipaldi | Coyote Corvette DP |
| 9  | 2016     | Prototype | Mosport                | 31  | Dane Cameron / Eric Curran                               | Coyote Corvette DP |
| 10 | 2016     | Prototype | Road America           | 31  | Dane Cameron / Eric Curran                               | Coyote Corvette DP |
| 11 | 2017     | Prototype | 6 Ore di Watkins Glen  | 5   | Filipe Albuquerque / João Barbosa / Christian Fittipaldi | Cadillac DPi-V.R   |
| 12 | 2017     | Prototype | Mosport                | 31  | Dane Cameron / Eric Curran                               | Cadillac DPi-V.R   |
| 13 | 2018     | Prototype | 24 Ore di Daytona      | 5   | Filipe Albuquerque / João Barbosa / Christian Fittipaldi | Cadillac DPi-V.R   |
| 14 | 2018     | Prototype | Circuito di Long Beach | 5   | Filipe Albuquerque / João Barbosa                        | Cadillac DPi-V.R   |
| 15 | 2018     | Prototype | Belle Isle             | 31  | Eric Curran / Felipe Nasr                                | Cadillac DPi-V.R   |
| 16 | 2019     | DPi       | 12 Ore di Sebring      | 31  | Eric Curran / Pipo Derani / Felipe Nasr                  | Cadillac DPi-V.R   |
| 17 | 2019     | DPi       | Circuito di Long Beach | 5   | Filipe Albuquerque / João Barbosa                        | Cadillac DPi-V.R   |
| 18 | 2019     | DPi       | Petit Le Mans          | 31  | Eric Curran / Pipo Derani / Felipe Nasr                  | Cadillac DPi-V.R   |
| 19 | 2020     | DPi       | 12 Ore di Sebring      | 31  | Pipo Derani / Felipe Nasr                                | Cadillac DPi-V.R   |
| 20 | 2021     | DPi       | 6 Ore di Watkins Glen  | 31  | Pipo Derani / Felipe Nasr                                | Cadillac DPi-V.R   |
| 21 | 2021     | DPi       | Road America           | 31  | Pipo Derani / Felipe Nasr                                | Cadillac DPi-V.R   |
| 22 | 2021     | DPi       | Circuito di Long Beach | 31  | Pipo Derani / Felipe Nasr                                | Cadillac DPi-V.R   |